# James Kyson Lee
James Kyson Lee, född 13 december 1975 i Seoul i Sydkorea, är en amerikansk skådespelare med koreanskt ursprung. James är bäst känd för sin roll som Ando Masahashi i tv-serien Heroes.
James föddes i Seoul i Sydkorea och flyttade som 10-åring till New York.

## Filmografi (urval)
- CSI: Crime Scene Investigation (2009) — Korean Translator (1 avsnitt - "Say Uncle")
- Las Vegas — Joon Ho Park (2007)
- Heroes — Ando Masahashi (2006-)
- Vita huset (2004) — Chinese Translator Zheng
- På heder och samvete (2003) — Lieutenant Pak (1 avsnitt, 2003)